# Vojvodstvo Gornja Lorena (Lotaringija)
Vojvodstvo Zgornja Lorena (Lotaringija), prvotno vojvodstvo Mozela, kasneje imenovano vojvodstvo Lorena ( Duché de Lorraine ), je bilo območje okoli Meuse in Mozele v današnji severovzhodni Franciji v srednjem veku .

## Zgodovina

### Nastanek
Vojvodstvo je nastalo iz južnega dela prvotne vojvodine Lotaringije. Pod vojvodo Brunom Velikim, bratom cesarja Otona I., je bila Lotaringija leta 959 razdeljena na severni del (Spodnja Lorena) in južni del (Zgornja Lorena) s Friderikom I. kot mejnim grofom Zgornje Lorene in Gotfridom iz Metza kot mejnim grofom Spodnje Lorene. Po Brunovi smrti leta 965 je bil Friderik priznan za vojvodo Zgornje Lorene, medtem ko je položaj v Spodnji Loreni ostal prazen do leta 977.
Oba dela sta bila ponovno združena od leta 1033 do 1044 pod vodstvom Gozela I., vendar je po tem razdelitev postala dokončna. Ko je Gotfrid II. leta 1044 nasledil svojega očeta Gozela I. kot vojvoda, cesar Henrik III. ni hotel več podeliti Zgornje in Spodnje Lorene eni osebi.
Vojvodstvo Zgornja Lorena se je sprva imenovalo vojvodstvo Mozela. Vojvode so postopoma izgubljale oblast nad grofijami, ki so si prizadevale za cesarsko podrejenost ali so morale predati ozemlje cesarskim škofijam Metz, Toul in Verdun. Od 15. stoletja naprej je vojvodina postala cesarski fevd vojvod iz hiše Anjou in to ozemlje se je na splošno imenovalo Lorena.

### Alzaška rodbina (1047 do 1431)
Leta 1047 se je cesar Henrik III. odločil, da vojvodino Zgornjo Loreno podeli Adalbertu iz Alzaške rodbine. Njegov brat Gerard (1048-1070) je ustvaril osnovo vojvodske oblasti. Zgradil je gradova Prény in Nancy ter podpiral opatije Remiremont, St-Dié in St-Evre iz Toula na eni strani ter St-Pierre in St-Martin iz Metza na drugi strani. Leta 1070 se je grofija Vaudémont odcepila od vojvodine.
Vojvode so v trinajstem stoletju igrale stransko vlogo. Simon I. (1115-1139), polbrat cesarja Lotarja III., in Matej I. (1139-1178), svak cesarja Friderika I., sta se bila prisiljena omejiti na reševanje regionalnih sporov med opatijami in grofijami.
Med Simonom II. (1176-1206) in njegovim bratom Ferijem I. je prišlo do hudega boja. Feri je dobil v fevd celoten nemško govoreči del vojvodine. Pod njegovim sinom Ferijem II. (1206-1213) je bila obnovljena enotnost vojvodine. Thiebaut I. (1213-1220) je za nekaj časa združil bogato dediščino dagsburških grofov s svojimi posestmi, ko pa je prišel v spor s cesarjem Friderikom II ., se ni mogel vzdržati. Umrl je brez potomcev.
Vojvoda Matej II (1220-1251), ki se je tesno povezal s šampanjskimi grofi, je v vojvodini uvedel francoske institucije, vključno z upravitelji. Spori z grofijo Bar so se pojavljali od leta 1220. Te bodo trajale do združitve obeh kneževin v 15. stoletju.
Vladavina Ferija III. (1251-1303) zaznamuje pomembno obdobje v vzpostavitvi in utrditvi knežje oblasti, zlasti v severovzhodnem delu, kasneje imenovanem Nemško Upraviteljstvo. V Nancyju so grad začeli graditi pod Ferijem III., šele pod Rudolfom (1328-1346) pa je Nancy res dobil značaj rezidence.
Ko je cesar Karel IV . leta 1354 grofijo Luksemburg povzdignil v vojvodino Luksemburg, je prišlo do napetosti. Francoski kralj Janez II. je ustanovil vojvodino Bar in skušal nase vezati mladoletnega Janeza I. Leta 1361 se je Jan poročil s hčerko svojega skrbnika Everharda II. Württemberškega in ga je cesar obdaril s skrbništvom nad opatijo Remiremont in mestom Toul. Od takrat so bili vojvode še vedno knezi cesarstva, vendar so imeli v lasti vojvodino po lastni pravici. To je pomenilo, da je vez med vojvodino in Svetim rimskim cesarstvom postala veliko bolj ohlapna. Janez I. se je boril na strani francoskih kraljev. Ob koncu življenja se je pobotal z burgundskimi vojvodami.
To je njegovega sina Karla II. pripeljalo v spor z Ludvikom I. Orleanskim, bratom francoskega kralja Karla VI. Po smrti Janeza Neustrašnega je skušal svoj položaj zavarovati z zakonsko politiko. Vojvode Barski so močno ogrožali vojvodino Lorene. Karel II. je želel združiti obe vojvodini tako, da je svojo hčer Izabelo poročil z Renéjem I. Anžujskim, dedičem vojvodstva Bar. Ta načrt je preprečil grof Anton iz Vaudémonta, saj je dovolil, da se vmeša burgundski vojvoda Filip Dobri, kar je povzročilo bitko pri Bulgnévillu leta 1431. Združitev Lorene in Bara se je lahko uresničila šele pod Renéjem II. Anžujskim leta 1488.

### Anžujska rodbina (1431-1473)
Po bitki pri Bulgnévillu leta 1431 je bil René I. zaprt v Dijonu kot ujetnik burgundskega vojvode Filipa Dobrega. Med njegovim ujetništvom sta umrla njegov brat Ludvik III. Anžujski (1434) in njegova žena (1435), zaradi česar je postal neapeljski kralj. Burgundski vojvoda je zdaj zadržal kralja v ujetništvu in dvignil odkupnino na raven brez primere. Po njegovi osvoboditvi leta 1437 je bitka ponovno izbruhnila. V tem obdobju sta bili knezoškofiji Toul in Verdun prisiljeni sprejeti francoski protektorat. Leta 1452 je René prepustil vojvodino Lotaringijo svojemu sinu Janezu II. Med poskusom pridobitve aragonske krone je leta 1470 umrl v Barceloni. Ta veja Anžujske hiše je izumrla leta 1473 z vojvodo Nikolajem.

### Rodbina Lotarinško-Vaudémontska (1473-1736)
Ko je René II. (1473-1508) zasedel vojvodski prestol, je bil njegov ded po materini strani René I. še živ. Njegov ded po očetovi strani je bil Anton Vaudémontski. Oba njegova deda sta bila torej zaprisežena nasprotnika leta 1431. Vendar mu vstop na prestol ni prinesel vojvodine, ker je vojvoda Karel Drzni Burgundski zasedel zemljo, ki jo je potreboval za svoje načrte o obnovi Lotarinškega srednjega kraljestva od Karolingov. Bitka pri Nancyju leta 1477 je končala to okupacijo in omogočila normalizacijo razmer. Medtem je Rene I. leta 1476 vojvodino Bar prenesel na svojega vnuka, tako da sta bili sedaj obe vojvodini združeni v eni roki. Reneju II. ni uspelo pridobiti drugih kneževin Reneja I. Odslej bodo vojvode uporabljali naslove, ki so spremljali te trditve. Vojvoda je vodil protihabsburško politiko, kar se je med drugim odražalo v njegovi povezanosti z vojvodino Guelders . V letih 1499 in 1506 je bila grofija Blâmont pridobljena od grofov Salmskih.
Anton Lotarinški je z Nürnberško pogodbo leta 1542 dosegel, da je Lotaringija razglašena za samostojno vojvodino, ki ni pripadala ne Svetemu rimskemu cesarstvu ne Franciji.
Karel III. Lotarinški je bil star le dve leti, ko je umrl njegov oče Franc I. Lotarinški. Najprej je bila regent njegova mati Kristina, nato pa njegov stric Nikolaj Lotarinški. Nikolaj je bil knezo-škof v Metzu in Verdunu. Leta 1546 je bil Hattonchâtel dodan kneževini Verdun. Karel, ki je odraščal na francoskem dvoru, je leta 1559 prišel na oblast.
Francoski kralj Henrik II ., ki je bil v mladosti štiri leta zaprt v Španiji, je bil željan maščevanja, italijanske vojne (1551-1559). S pogodbo iz Chamborda (1552) je sklenil sporazum z Mauriceom Saškim, voditeljem nemških reformatov, v katerem je Henrik II . (nahajajo se kot enklave znotraj Lotaringije) ) pod francoskim protektoratom. To je bilo ratificirano s premirjem v Vaucellesu leta 1556.
Karel III. je za kratek čas prišel v središče pozornosti, ko je po atentatu na francoskega kralja Henrika III. postal možni kandidat za francoski prestol. Gube je zgladil s poroko njegovega sina in naslednika Henrika II. Lotarinškega s sestro novega francoskega kralja Henrika Navarskega Katarino Burbonsko.
Henrika II., ki ni imel moških naslednikov, je nasledil njegov bratranec Karel IV. Lotarinški. Kardinal de Richelieu, svetovalec kralja Ludvika XIII., je načrtoval razširitev vzhodnih meja kraljestva na Ren in grozil, da bo Francija osvojila Loreno, Alzacijo in Franche-Comté. To je prisililo Karla, da se je postavil na stran Richelieujevih sovražnikov, Katoliške lige . V letih 1631, 1632 in 1633 so Francozi vdrli v vojvodino. Po podpisu pogodbe iz Charmesa je Karel IV. abdiciral v korist svojega brata, kardinala Nikolaja Franca. Kmalu po imenovanju za vojvodo Lotaringije je njegov brat Nikolaj II. abdiciral in odšel v izgnanstvo. S tem je Karel znova postal vojvoda Lotaringije, vendar v izgnanstvu 25 let.
V Münstrskem miru leta 1648, ki je zaznamoval konec tridesetletne vojne, vojvodina Lotaringija ni bila vključena. 70. člen Münstrskega miru iz leta 1648 je tudi uradno prenesel tri cesarska mesta in tri škofije v Francijo. Poravnava je bila odložena do sklenitve miru med Francijo in Španijo. Leta 1659 sta Francija in Španija sklenili Pirenejski mir, ki je vojvodi vrnil tudi Lotaringijo. Francija je izgubila mesta Clermont, Stenay, Jametz in Dun, trdnjavo Nancy pa je bilo treba porušiti. Leta 1661 so Francozi zapustili vojvodino in Karel se je lahko vrnil v svojo državo. Leta 1670 so Francozi pod vodstvom Ludvika XIV. Francoskega ponovno prevzeli državo in pobegnil je v Nemčijo.
Nasledil ga je njegov bratranec Karel V. Karel V. nikoli ne bi prišel v posest vojvodine, ker je bila Lotaringija še vedno pod okupacijo Francije, ko je leta 1690 umrl. Leta 1667 je bila ustanovljena mejna grofija Nomeny in Hattonchâtel. S tem mejnim grofovstvom so vojvode zdaj imeli sedež in glas v cesarskem parlamentu. V miru v Nijmegenu leta 1679 je lotaringijsko vprašanje ostalo odprto, ker so bili francoski pogoji za vojvodo nesprejemljivi.
Šele z mirom v Rijswijku leta 1697 se je francoska okupacija končala in Leopold je dobil državo v posesti. Ob izbruhu vojne za špansko nasledstvo (1702-1713) so Nancy ponovno zasedli Francozi. Grad Lunéville je naredil za svojo novo rezidenco, vojvoda Leopold je ostal v državi in njegova vlada je še naprej delovala.

### Stanislav Leszczyński (1737-1766)
Po smrti vojvode Leopolda leta 1729 ga je nasledil njegov sin Franc III. (kasneje cesar Franc I. Štefan). Ni živel v vojvodini, temveč v habsburški monarhiji, kjer je bil guverner Ogrske. Ko je leta 1733 izbruhnila poljska nasledstvena vojna, je vojvodino ponovno zasedla Francija. Lotaringija je nato postala središče zapletene izmenjave. Vojvoda Franc III. se je leta 1736 poročil z Marijo Terezijo, naslednico Avstrije. Ko je Gian Gastone de' Medici, zadnji vladar Velikega vojvodstva Toskane, umrl leta 1736, je vojvodstvo leta 1737 pripadlo Stanislavu Leščinskemu, odstavljenemu poljskemu kralju, čigar hči je poročila francoskega kralja Ludvika XV. veliko vojvodstvo Toskane pa je pripadlo Francu III. Po dolgi in zelo uspešni vladavini je leta 1766 umrl zadnji vojvoda Lotaringije. Lotaringija je nato po dogovoru z zetom odšla v Francijo. Postala je francoska provinca s posebnim statutom do francoske revolucije .

### Obdobje 1790-1870
Med prvo francosko republiko je bila Lotaringija razdeljena na štiri departmaje : Meurthe, Meuse, Moselle in Vosges. Pod Napoleonom Bonapartom je Lotaringija uživala materialno blaginjo s trgovino s priključeno Belgijo in tranzitom vojakov v Nemčijo. Bilo je mirno in uspešno obdobje. Po padcu Napoleona so bile stvari manj rožnate. S pariško pogodbo (1815) je Francija izgubila Saarbrücken in Saarlouis. Departma Moselle je ostal zaseden do leta 1818.
Obdobje 1830-1870 je šlo za Lotaringijo dobro, čeprav je prišlo do napetosti med desničarskimi katoličani in levičarskimi antiklerikalci. Prometna infrastruktura se je močno izboljšala, med drugim z začetkom obratovanja proge Pariz–Strasbourg (1849–1852) in prekopa Marna–Ren leta 1853. Industrijska revolucija je dosegla Lotaringijo s prihodom družine Wendel in jeklarske industrije. Na predvečer vojne leta 1870 je bila Lotaringija prva francoska proizvajalka železa s 30 % nacionalne proizvodnje.

## Postavitev
Prvotno so obstajali trije upravitelji:
1. francoski upravitelj v Nancyju
2. upravitelj Vogezov v Mirecourtu
3. nemški upravitelj, zaporedoma v Wallerfangenu (francosko: Vaudrevange), Sarreguemines in Dieuze

Leta 1698 je bil četrti upravitelj odcepljen od francoskega v Lunévillu. Prvotni upravitelj se je nato imenoval upravitelj Nancy-ja.
Leta 1751 je bila upravna razdelitev korenito spremenjena. Vojvoda je ustanovil naslednjih 35 upraviteljstev za vojvodini Lotaringijo in Bar:
1. Nancy
2. Lunéville
3. Blâmont
4. Rosières-aux-Salines
5. Vézelise
6. Nomeny
7. Pont-à-Mousson
8. Mirecourt
9. Charmes
10. Châtel-sur-Moselle
11. Darney
12. Bourmont (vojvodstvo Bar)
13. Neufchâteau
14. Saint-Dié
15. Épinal
16. Bruyères
17. Remiremont
18. Dieuze
19. Château-Salins
20. Sarreguemines
21. Bitche
22. Lixheim
23. Fénétrange
24. Boulay
25. Bouzonville
26. Schaumburg (zetel te Tholey)
27. Commercy
28. Saint-Mihiel(vojvodstvo Bar)
29. Thiaucourt
30. Étain
31. Briey
32. Longuyon (vojvodstvo Bar)
33. Villers-la-Montagne (vojvodstvo Bar)
34. Bar-le-Duc (vojvodstvo Bar)
35. La Marche (vojvodstvo Bar)

Poleg tega je bil sodni izvršitelj za Merzig-Saargau, območje, ki si ga je Lotaringija delila z volilnim okrajem Trier. Razdeljena je bila 1. julija 1778. 

## Lorraine, Lothier in Lorraine
Trenutne francoske regije Lorene ne smemo zamenjevati s prvotno vojvodino s tem imenom, ki je bila veliko večja. Regija v veliki meri ustreza nekdanji Zgornji Lotaringiji, medtem ko je Spodnja Lotaringija vključevala večino današnje Belgije, Nizozemske, Luksemburga in dele Nemčije. Vojvodstvo Brabant je veljalo za nadaljevanje vojvodstva Lothier. Spodnjo Lotaringijo so v nizozemščini včasih imenovali Lorrainen, v francoščini pa se la Lorraine lahko nanaša tako na Zgornjo Lotaringijo kot na celotno Lotaringijo (v francoščini imenovano tudi Lorena).